# Fondo de Reestructuración Ordenada Bancaria
De Fondo de Reestructuración Ordenada Bancaria (FROB), in het Nederlands bekend als Fonds voor de Ordelijke Herstructurering van de Banken (FOHB), is een bankbail-out en reconstructieprogramma dat in juni 2009 op initiatief van de regering van José Luis Zapatero is opgezet.

## Taak
De FROB presideert over de fusies en overnames van falende Spaanse spaarbanken. De FROB beschikt over een kapitaal van 99 miljard euro, dat zij gebruikt om de naties grote spaarbanken (Cajas) aan te zetten om deel in te nemen in grote gezamenlijke "virtuele" fusies in een poging om systematische financiële instabiliteit af te wenden.

## FROB en Bankia
Op 9 mei 2012 schreef Business Week, "Het Spaanse bankenbail-outfonds zal haar 4,5 miljard euro aan preferente aandelen in de moederonderneming van Bankia, Banco Financiero y de Ahorros, omzetten in stemgerechtigde aandelen, verklaarde het Ministerie van Economische Zaken gisteren. Dat geeft het een controlerend belang van 45%, toevoegend dat de overheid alleen het kapitaal zou verstrekken dat "strikt noodzakelijk" was om Bankia weer gezond te maken.

Europese leiders hebben besproken of het onder het Europese Unie reddingsprogramma mogelijk was om rechtstreeks geld ter beschikking te stellen aan het Spaanse bankennoodfonds FROB, dit om het land te helpen haar bancaire crisis op te lossen zonder dat er een volledige bail-out (zoals eerder in Griekenland, Portugal en Ierland) nodig was. Bloombergs Süddeutsche Zeitung meldde: "In ruil voor het geld, zou Spanje moeten beloven om zijn bankproblemen op te lossen met maatregelen waaronder het sluiten of samenvoegen van financiële instellingen. Spanje zou in ruil voor de hulp echter niet over hoeven te gaan tot grotere bezuinigen of tot economische hervormingen".
Op 25 mei 2012 kondigde Bankia aan dat zij het FROB zou vragen om een injectie van 19 miljard euro. 

In september 2016 werd bekend dat FROB het samengaan van Bankia en Banco Mare Nostrum (BMN) bestudeerd. FROB heeft in beide banken een aandelenbelang van 65% na een grote reddingsoperatie. Wanneer de twee samengaan, heeft de combinatie een balanstotaal van meer dan 240 miljard euro. In maart 2017 werd overeenstemming bereikt en partijen legden het voor aan de toezichthouders. Bankia bood een aandeel voor 7,82987 aandelen BMN en op 2 januari 2018 was deze aandelentransactie afgerond. Als gevolg van de fusie zullen ongeveer 100 kantoren worden gesloten om de kosten te verlagen.